# PAL-N

Sistema de codificação televisiva por nações. Países usando o sistema PAL são mostrados em azul. (século XX)

O PAL-N é o sistema de televisão em cores utilizado, somente, por Argentina, Paraguai e Uruguai, que, diferentemente do Brasil e da maioria dos outros países sul-americanos, têm frequência de rede elétrica em 50 Hz. Diferencia-se também do PAL-M (utilizado somente no Brasil) e do NTSC (utilizado pelos demais países) por trabalhar com 625 linhas de resolução horizontal, diferentemente das 525 linhas dos outros sistemas.
Consiste em utilizar o sistema PAL de codificação do sinal de cor em uma subportadora, no padrão de formação de imagem "N".